# Rivera (departman)
Departman Rivera departman je na sjeveru Urugvaja. Graniči s departmanom Cerro Largo na jugoistoku, Tacuarembón na jugu i zapadu, Saltom na sjeverozapadu, dok je na sjeveru i istoku granici s Brazilom. Sjedište departmana je grad Rivera. Prema popisu stanovništva iz 2011. godine, departman ima 103.493 stanovnika. 

## Stanovništvo i demografija
Prema popisu stanovništva iz 2011. godine na području departmana živi 103.493 stanovnika (50.397 muškaraca i 53.096 žena) u 39.859 kućanstava.
- Prirodna promjena:0.610 %
  - Natalitet: 16,45 ‰
  - Mortalitet: 7,80 ‰
- Prosječna starost: 30,8 godina
  - Muškarci: 28,9 godine
  - Žene: 32,4 godina
- Očekivana životna dob: 76,12 godina
  - Muškarci: 72,85 godine
  - Žene: 79,89 godina
- Prosječni BDP po stanovniku: 8.806 urugvajskih pesosa mjesečno

- Izvor: Statistička baza podataka 2010.[2]

| Grad              | Stanovništvo |
| ----------------- | ------------ |
| Rivera            | 64.465       |
| Tranqueras        | 7.235        |
| Mandubí           | 6.019        |
| Minas de Corrales | 3.788        |
| Vichadero         | 3.698        |
| La Pedrera        | 3.363        |
| Santa Teresa      | 2.657        |
| Lagunón           | 2.376        |

| Naselje         | Stanovništvo |
| --------------- | ------------ |
| Las Flores      | 359          |
| Lapuente        | 321          |
| Paso Hospital   | 295          |
| Lagos del Norte | 291          |
| Masoller        | 240          |

## Vanjske poveznice
- (šp.) Departman Rivera - službene stranice